# ミトナル
ミトナル（Mitnal）とは、低地マヤにおける地下世界、冥界のことである。アステカ神話の地底世界ミクトランから派生した名称だと考えられている。キチェ・マヤにおいてはシバルバーがこれに当たる。

## 概要
低地マヤにおける冥界は死神ア・プチが支配し、9つの階層に分かれている。最上階の層は人間が住む地上世界で、最も深い第9層にア・プチが座る玉座がある。「ミトナル」は、この玉座のある最下層のみを示すとされるが、9層全てをミトナルと呼ぶこともある。